# Scotty Munro Memorial Trophy
Die Scotty Munro Memorial Trophy ist eine Eishockeytrophäe der Western Hockey League für das Team, das in der regulären Saison mit den meisten Punkten abschließt. Die Trophäe ist nach Scotty Munro benannt, einem der Ligagründer, der als General Manager der Estevan Bruins und auch als Trainer und General Manager bei den Calgary Centennials tätig war.

## Gewinner
| Saison  | Team                   | Punkte |
| ------- | ---------------------- | ------ |
| 2024/25 | Everett Silvertips     | 104    |
| 2023/24 | Saskatoon Blades       | 105    |
| 2022/23 | Winnipeg Ice           | 115    |
| 2021/22 | Winnipeg Ice           | 111    |
| 2020/21 | Edmonton Oil Kings     | 41     |
| 2019/20 | Portland Winterhawks   | 97     |
| 2018/19 | Prince Albert Raiders  | 112    |
| 2017/18 | Moose Jaw Warriors     | 109    |
| 2016/17 | Regina Pats            | 112    |
| 2015/16 | Victoria Royals        | 106    |
| 2014/15 | Brandon Wheat Kings    | 114    |
| 2013/14 | Kelowna Rockets        | 118    |
| 2012/13 | Portland Winterhawks   | 117    |
| 2011/12 | Edmonton Oil Kings     | 107    |
| 2010/11 | Saskatoon Blades       | 115    |
| 2009/10 | Calgary Hitmen         | 107    |
| 2008/09 | Calgary Hitmen         | 122    |
| 2007/08 | Tri-City Americans     | 108    |
| 2006/07 | Everett Silvertips     | 111    |
| 2005/06 | Medicine Hat Tigers    | 103    |
| 2004/05 | Kootenay Ice           | 104    |
| 2003/04 | Kelowna Rockets        | 98     |
| 2002/03 | Kelowna Rockets        | 109    |
| 2001/02 | Red Deer Rebels        | 100    |
| 2000/01 | Red Deer Rebels        | 114    |
| 1999/00 | Calgary Hitmen         | 120    |
| 1998/99 | Calgary Hitmen         | 110    |
| 1997/98 | Portland Winter Hawks  | 111    |
| 1996/97 | Lethbridge Hurricanes  | 97     |
| 1995/96 | Brandon Wheat Kings    | 105    |
| 1994/95 | Kamloops Blazers       | 110    |
| 1993/94 | Kamloops Blazers       | 106    |
| 1992/93 | Swift Current Broncos  | 100    |
| 1991/92 | Kamloops Blazers       | 106    |
| 1990/91 | Kamloops Blazers       | 102    |
| 1989/90 | Kamloops Blazers       | 112    |
| 1988/89 | Swift Current Broncos  | 111    |
| 1987/88 | Saskatoon Blades       | 97     |
| 1986/87 | Kamloops Blazers       | 113    |
| 1985/86 | Medicine Hat Tigers    | 109    |
| 1984/85 | Prince Albert Raiders  | 119    |
| 1983/84 | Kamloops Junior Oilers | 100    |
| 1982/83 | Saskatoon Blades       | 105    |
| 1981/82 | Lethbridge Broncos     | 100    |
| 1980/81 | Victoria Cougars       | 121    |
| 1979/80 | Portland Winter Hawks  | 107    |
| 1978/79 | Brandon Wheat Kings    | 125    |
| 1977/78 | Brandon Wheat Kings    | 106    |
| 1976/77 | Brandon Wheat Kings    | 116    |
| 1975/76 | New Westminster Bruins | 112    |
| 1974/75 | Victoria Cougars       | 99     |
| 1973/74 | Regina Pats            | 97     |
| 1972/73 | Saskatoon Blades       | 103    |
| 1971/72 | Calgary Centennials    | 101    |
| 1970/71 | Edmonton Oil Kings     | 91     |
| 1969/70 | Flin Flon Bombers      | 84     |
| 1968/69 | Flin Flon Bombers      | 94     |
| 1967/68 | Flin Flon Bombers      | 99     |
| 1966/67 | Edmonton Oil Kings     | 78     |